# 충동구매
충동구매란 계획성 없이 소비 욕구에 이끌려 무분별하게 물건을 구입하는 것을 말한다.

## 충동구매가 일어나는 경우
- 반복적으로 물건을 볼 때: 홈쇼핑이 대표적
- 욕구 불만일 때: 배고플 때, 잠이 부족할 때, 또는 우울할 때 쇼핑을 하면 물건을 더 많이 사게 된다.

## 같이 보기
- 쇼핑
- 충동구매장애